# Tubulipora euroa
Tubulipora euroa is een mosdiertjessoort uit de familie van de Tubuliporidae. De wetenschappelijke naam van de soort is voor het eerst geldig gepubliceerd in 1938 door Marcus.